# Élection présidentielle argentine de 2011
L’élection présidentielle argentine de 2011 (Elecciones presidenciales de Argentina de 2011) s'est tenue le dimanche 23 octobre 2011, pour élire le président et le vice-président de l'Argentine, pour un mandat de quatre ans. La présidente sortante, Cristina Fernández de Kirchner, élue en 2007, est candidate à un second mandat. Le scrutin se tient en même temps que les élections législatives.

## Modalités
Le président de la Nation argentine (Presidente de la Nación Argentina) et le vice-président sont élus au suffrage universel direct, pour un mandat de quatre ans renouvelable une fois, sur un « ticket ». Il est élu selon les bases du scrutin uninominal majoritaire à deux tours. Si aucun candidat n'obtient 45 % des suffrages exprimés lors du premier tour, ou 40 % des voix avec au moins dix points d'avance sur celui arrivé en deuxième position, un second tour est organisé, dans les trente jours, entre les deux candidats arrivés en tête. Celui qui reçoit le plus grand nombre de suffrages est alors élu. Le dernier président à avoir franchi la barre des 50 % des voix au premier tour est Raúl Alfonsín, en 1983.

## Candidats

### Liste
| Président | Président                                                                | Vice-président                                                         | Coalition                           | Score aux primaires                   |
| --------- | ------------------------------------------------------------------------ | ---------------------------------------------------------------------- | ----------------------------------- | ------------------------------------- |
|           | Cristina Fernández de Kirchner, 58 ans Présidente de la Nation argentine | Amado Boudou, 47 ans Ministre de l'Économie et des Finances            | Front pour la victoire              | 10 762 217 voix 50,24 % des suffrages |
|           | Ricardo Alfonsín, 59 ans Député de la Nation argentine                   | Javier González Fraga, 63 ans Ancien président de la Banque centrale   | Union pour le développement social  | 2 614 211 voix 12,20 % des suffrages  |
|           | Eduardo Duhalde, 60 ans Ancien président de la Nation argentine          | Mario Das Neves, 60 ans Gouverneur de la province de Chubut            | Union populaire                     | 2 595 996 voix 12,12 % des suffrages  |
|           | Hermes Binner, 68 ans Gouverneur de la province de Santa Fe              | Norma Elena Morandini, 63 ans Sénatrice de la Nation argentine         | Front large progressiste            | 2 180 110 voix 10,18 % des suffrages  |
|           | Alberto Rodríguez Saá, 62 ans Gouverneur de la province de San Luis      | José María Vernet, 67 ans Ancien gouverneur de la province de Santa Fe | Alliance Engagement fédéral         | 1 749 971 voix 10,17 % des suffrages  |
|           | Elisa Carrió, 54 ans Députée de la Nation argentine                      | José Adrián Pérez, 40 ans Député de la Nation argentine                | Coalition civique                   | 689 033 voix 3,22 % des suffrages     |
|           | Jorge Altamira, 69 ans Ancien député du district fédéral de Buenos Aires | Christian Castillo, 44 ans Universitaire                               | Front de gauche et des travailleurs | 527 237 voix 2,46 % des suffrages     |

### Galerie

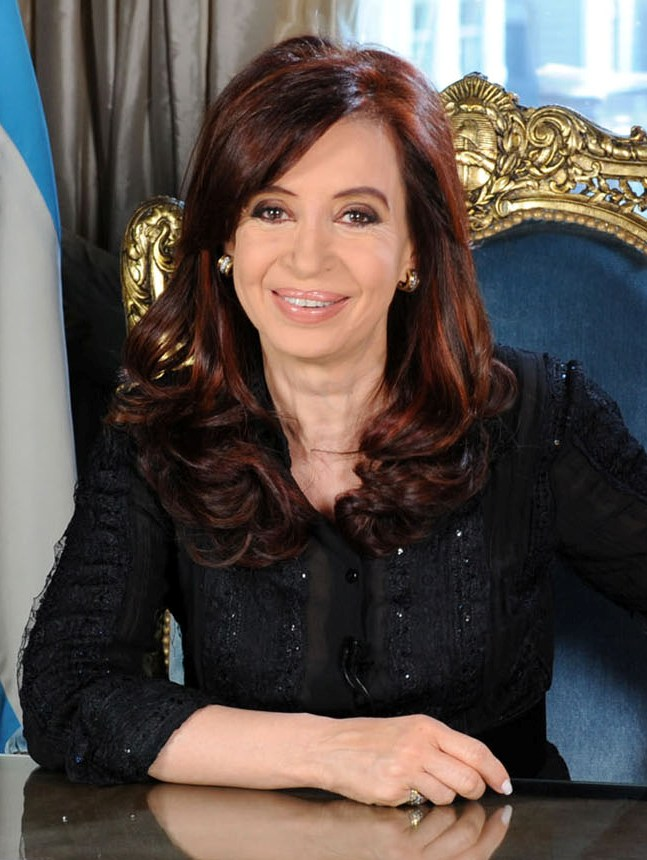
Cristina Fernández de Kirchner
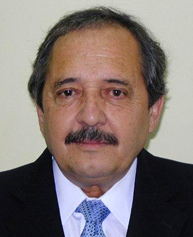
Ricardo Alfonsín
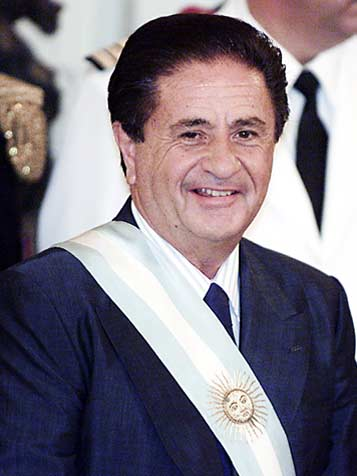
Eduardo Duhalde
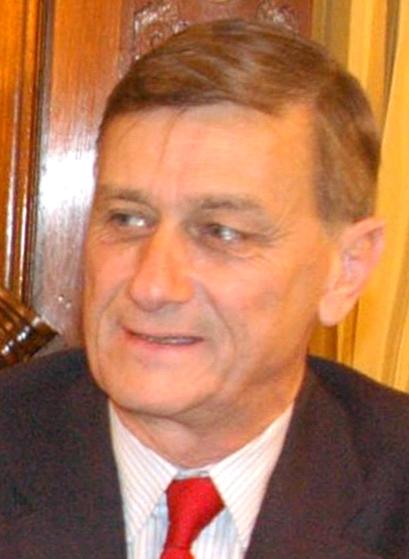
Hermes Binner
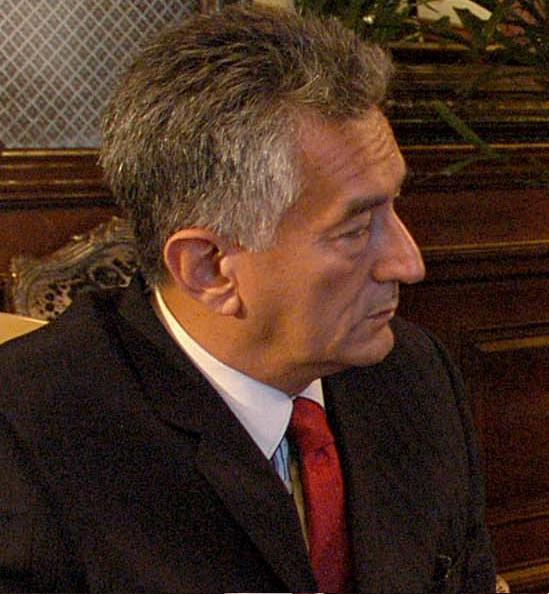
Alberto Rodríguez Saá
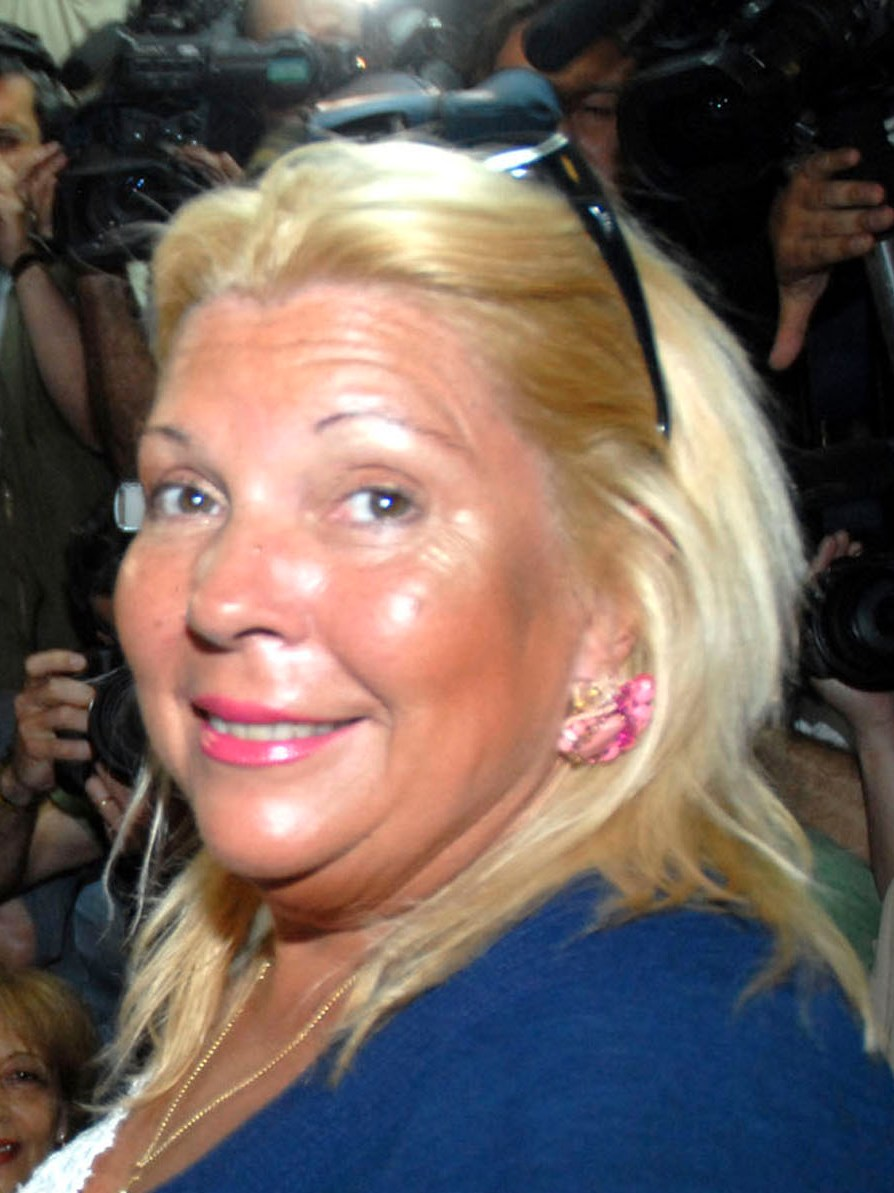
Elisa Carrió
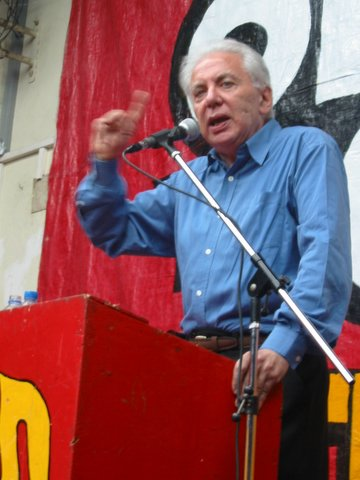
Jorge Altamira

## Désignation: les primaires
Le 14 août 2011, les Argentins étaient appelés à voter pour des élections primaires (elecciones primarias), dont le but était de déterminer quels précandidats étaient en mesure de se présenter à l'élection présidentielle. Tout ticket devait recueillir au moins 1,5 % des suffrages exprimés pour être admis au scrutin du 23 octobre. Sur dix candidats, seulement trois se retrouvèrent exclus, faute d'avoir dépassé le minimum requis. Le ticket de la présidente sortante, Cristina Fernández de Kirchner, a pour sa part recueilli un peu plus de 50 % des voix.

## Résultats
| Candidat | Candidat                       | 1er tour (Partic. : 78,89 %) | 1er tour (Partic. : 78,89 %) |
| Candidat | Candidat                       | Voix                         | %                            |
| -------- | ------------------------------ | ---------------------------- | ---------------------------- |
|          | Cristina Fernández de Kirchner | 11 593 023                   | 53,96 %                      |
|          | Hermes Binner                  | 3 624 518                    | 16,87 %                      |
|          | Ricardo Alfonsín               | 2 395 056                    | 11,15 %                      |
|          | Alberto Rodríguez Saá          | 1 714 385                    | 7,98 %                       |
|          | Eduardo Duhalde                | 1 264 609                    | 5,89 %                       |
|          | Jorge Altamira                 | 497 082                      | 2,31 %                       |
|          | Elisa Carrió                   | 396 171                      | 1,84 %                       |
| TOTAL    | TOTAL                          | 21 484 844                   | 100,00 %                     |

### Analyse

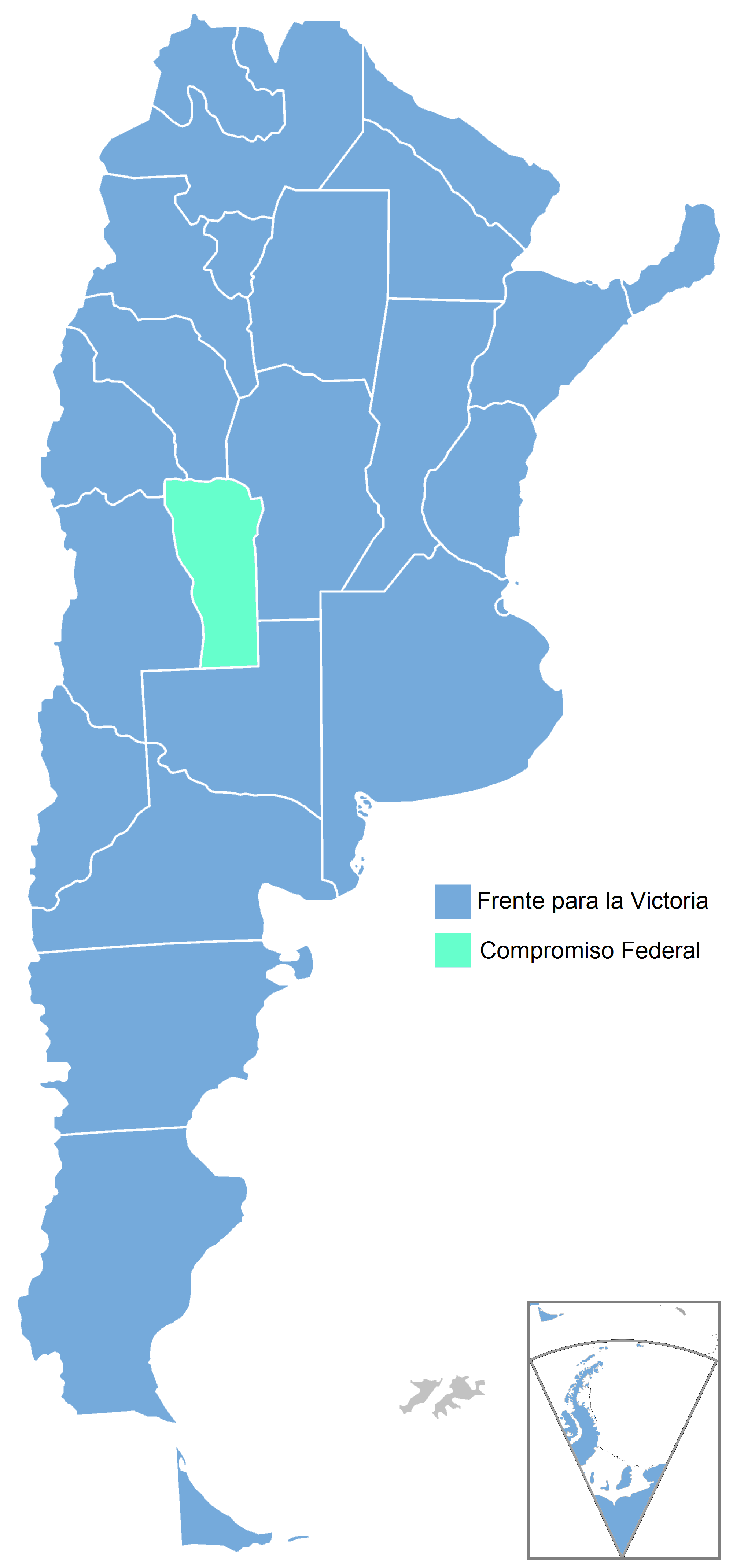
Candidat arrivé en tête

Si, comme toujours depuis l'élection présidentielle de 1983, la présidence est pourvue dès le premier tour, c'est en revanche la première fois depuis cette même élection que le gagnant remporte la majorité absolue des suffrages. Augmentant le nombre de voix obtenues par son ticket lors des primaires du 14 août, Cristina Fernández de Kirchner, première femme à présider l'Argentine et soutenue par une large partie de la population, tant les classes populaires que moyennes, remporte plus de 53 % des voix et établit un écart de trente-sept points avec son principal adversaire, un record. Avec 16 % des voix, le socialiste Hermes Binner se classe deuxième, remportant plus d'un million et demi de nouvelles voix par rapport aux primaires. Il surpasse ainsi Ricardo Alfonsín, fils de l'ancien président Raúl Alfonsín, qui, comme Alberto Rodríguez Saá, ne parvient pas à conquérir de nouveaux électeurs. Relégué à la cinquième place, l'ancien chef de l'État, Eduardo Duhalde, perd la moitié de ses voix, et devance les deux petits candidats, Jorge Altamira et Elisa Carrió, dont l'ordre d'arrivée s'inverse par rapport aux élections primaires.